# Decima
Decima — проприетарный игровой движок, разработанный Guerrilla Games и выпущенный в ноябре 2013 года. Первоначально движок был создан для внутренних проектов PlayStation 4, но позже на нём были созданы игры для Microsoft Windows, macOS, iOS, iPadOS, PlayStation 5 и Xbox Series X/S.
Decima включает такие функции, как игровой искусственный интеллект и игровая физика, а также совместим с разрешением 4K и высоким динамическим диапазоном изображения.

## История

Скриншот из игры Horizon Zero Dawn. Графическая составляющая игры, сделанная на этом движке, была одним из главных плюсов Horizon

Движок был создан сотрудниками голландской студии Guerrilla Games для разработки игры Killzone: Shadow Fall (2013). Как внутренняя разработка, движок поначалу не имел общеизвестного названия. На нём была создана следующая игра Guerrilla Games — Horizon Zero Dawn (2017).
Успех Killzone: Shadow Fall привлёк внимание компании Supermassive Games к технологии, которой Guerrilla Games лицензировала движок для создания Until Dawn (2015) и Until Dawn: Rush of Blood (2016). В этих играх был задействован физический движок Havok.
3 декабря 2016 года, во время PlayStation Experience, Хидэо Кодзима объявил о партнерстве своей студии с Guerrilla Games. Согласно условиям партнёрства, Kojima Productions получала движок для разработки своего проекта Death Stranding без каких-либо контрактных обязательств. Тогда же было озвучено название движка — Decima. Это имя было выбрано по названию острова на японском побережье Дэдзима, где в XVII веке был расположен голландский торговый пост. Долгое время Нидерланды были единственной страной, которой было разрешено торговать с Японией. Таким образом Decima отражает сотрудничество между японской и голландской студиями.
Следующая игра Guerrilla Games, Horizon Forbidden West, разработана на обновлённой версии движка. Там произведён более детальный рендеринг теней и текстур, а также обновлённый инструментарий, трассировка лучей и большее количество шейдеров.
Guerrilla Games продолжает предлагать движок Decima различным сторонним разработчикам. Официально подтверждено использование движка в будущей игре Death Stranding 2: On The Beach.

## Возможности
На выставке PlayStation Experience 2016 года директор Guerrilla Games Герман Хульст рассказал о возможностях движка. По его словам, Decima способен создать искусственный интеллект, физические и логические инструменты и функции, а также ресурсы для создания целых миров. Движок поддерживает разрешение 4K и HDR, а также шлемы виртуальной реальности PlayStation VR. Движок поддерживает DirectX 12 и OpenGL, а при разработке Death Stranding использовался API Vulkan.

## Игры на движке
| Год  | Название                        | Платформа(ы)                                                               | Разработчик         |
| ---- | ------------------------------- | -------------------------------------------------------------------------- | ------------------- |
| 2013 | Killzone: Shadow Fall           | PlayStation 4                                                              | Guerrilla Games     |
| 2015 | Until Dawn                      | PlayStation 4                                                              | Supermassive Games  |
| 2016 | Until Dawn: Rush of Blood       | PlayStation 4                                                              | Supermassive Games  |
| 2016 | RIGS: Mechanized Combat League  | PlayStation 4                                                              | Guerrilla Cambridge |
| 2017 | Horizon Zero Dawn               | PlayStation 4, PlayStation 5, Windows                                      | Guerrilla Games     |
| 2019 | Death Stranding                 | PlayStation 4, PlayStation 5, Windows, macOS, iOS, iPadOS, Xbox Series X/S | Kojima Productions  |
| 2022 | Horizon Forbidden West          | PlayStation 4, PlayStation 5, Windows                                      | Guerrilla Games     |
| 2025 | Death Stranding 2: On the Beach | PlayStation 5                                                              | Kojima Productions  |